# Vụ mưu khởi nghĩa ở Huế (1916)
Vụ mưu khởi nghĩa ở Huế là một cuộc khởi nghĩa chống lại Pháp do Trần Cao Vân, Thái Phiên và vua Duy Tân lãnh đạo. Đây là một cuộc khởi nghĩa có sự hợp tác của Thái Phiên - thành viên của Việt Nam Quang phục Hội, nhưng bị thực dân Pháp đàn áp.

## Diễn biến

### Chuẩn bị và kế hoạch
Việt Nam Quang phục Hội được Phan Bội Châu thành lập từ 1912. Biết được vua Duy Tân là người yêu nước chống Pháp nên Việt Nam Quang phục Hội quyết định liên lạc với ông. Hai lãnh đạo của hội là Trần Cao Vân và Thái Phiên bỏ tiền vận động người tài xế riêng của vua Duy Tân xin thôi việc. Thay vào đó là Phạm Hữu Khánh, một thành viên của Hội.
Tháng 2 năm 1916, Việt Nam Quang phục hội tiến hành Đại hội tại Huế gồm các yếu nhân quan trọng như Thái Phiên, Trần Cao Vân, Phan Thành Tài (Quảng Nam), Lê Ngung, Nguyễn Thụy (Quảng Ngãi), Nguyễn Chánh (Quảng Bình), Đoàn Bảng (Thừa Thiên Huế)... để bàn việc chuẩn bị khởi nghĩa. Đại hội thành lập Uy ban khởi nghĩa do Thái Phiên đứng đầu, kiêm Tổng chỉ huy quân sự. Kế hoạch nổi dậy như sau: Thái Phiên và Trần Cao Vân trực tiếp lãnh đạo cuộc khởi nghĩa tại kinh đô Huế. Theo đó, đúng 1 giờ sáng ngày khởi nghĩa, quân khởi nghĩa sẽ đốt lửa trên đồi Thiên Mụ để báo hiệu cho các cánh quân đồng loạt nổi dậy. Lính lệ ở Trường Thi sẽ hợp với quân một sĩ quan người Đức chỉ huy đồn Mang Cá, tiến hành đánh chiếm Tòa Khâm và trụ sở các bộ. Súng thần công tại kinh thành sẽ được bắn, để đúng 1 giờ sáng ngày 3 tháng 5 năm 1916 thì trên đỉnh đèo Hải Vân sẽ được nổi lửa phát tín hiệu truyền đi.
Tháng 4 năm 1916, khi vua Duy Tân ra bãi tắm Cửa Tùng nghỉ mát, Phạm Hữu Khánh có đưa cho vua một bức thư của hai lãnh tụ Trần Cao Vân và Thái Phiên gợi nỗi nhục mất nước và kích thích lòng yêu nước của nhà vua. Duy Tân đọc thư và muốn gặp hai người này. Ngày hôm sau, ba người cùng đến câu cá ở Hậu hồ. Với sự thúc giục của đội lính mộ ước hơn một ngàn người có lực lượng cơ sở mạnh, lúc bấy giờ đang tập trung tại Huế vì gần đến ngày sang Pháp, vua Duy Tân đồng ý cùng tham gia khởi nghĩa.

### Bị bại lộ và thất bại
Công cuộc chuẩn bị khởi nghĩa đang được các tỉnh chuẩn bị rất khẩn trương thì cơ mưu bị lộ. Số là Võ An người ở phủ Tư Nghĩa, Quảng Ngãi là đảng viên của Việt Nam Quang phục hội, trước khi đi Phú Yên, đã dặn em là Võ Huệ rằng: "Đến ngày mồng 1 tháng 4 năm Bính Thìn (tức ngày 3 tháng 5 năm 1916), em hãy về quê và xa lánh công đường vì bữa đó tất có biến !". Vì huệ xin nghỉ bất ngờ trong lúc phong phanh có tin đồn khởi nghĩa nên bị nghi ngờ , Huệ bị Án sát Quảng Ngãi là Phạm Liệu bắt tra khảo và Huệ đã khai ra kế hoạch khởi nghĩa. Phạm Liệu bèn tức tốc báo cho Khâm sứ Pháp là Charles tại Huế biết tin đó. Chiều ngày 2 tháng 5, công sứ Pháp ở Quảng Ngãi là de Taste mật điện với Khâm sứ Trung kỳ báo tin. Nghe tin, khâm sứ Charles ra lệnh thu súng ở các trại lính người Việt cất vào kho và cấm trại không cho một người lính Việt nào ra ngoài.
Đêm 2 tháng 5, Trần Cao Vân và Thái Phiên đưa thuyền đến bến Thương Bạc đón vua Duy Tân. Nhà vua cải trang theo lối thường dân đi cùng hai người hộ vệ là Tôn Thất Đề và Nguyễn Quang Siêu. Họ tới làng Hà Trung, lên nhà một hội viên Việt Nam Quang phục Hội để chờ giờ phát lệnh bằng súng thần công ở Huế. Nhưng chờ đến ba giờ sáng vẫn không nghe hiệu lệnh, biết đã thất bại, Trần Cao Vân và Thái Phiên định đưa vua Duy Tân tới vùng Quảng Nam, Quảng Ngãi. Sáng ngày 6 tháng 5 năm 1916, họ bị bắt.

## Xét xử
Pháp bắt triều đình Huế phải xử, Thượng thư bộ Học Hồ Đắc Trung được ủy nhiệm thảo bản án. Trần Cao Vân khi đó bị giam trong ngục, nhờ được người đưa tin cho Hồ Đắc Trung xin được lãnh hết tội và xin tha cho vua. Hồ Đắc Trung làm án đổ hết tội cho 4 người Thái Phiên, Trần Cao Vân, Tôn Thất Đề và Nguyễn Quang Siêu. Bốn người bị xử chém ở An Hòa. Vua Duy Tân bị đày đi đảo La Réunion ở Ấn Độ Dương cùng với vua cha Thành Thái vào năm 1916.